# 伊予市立翠小学校
伊予市立翠小学校（いよしりつみどりしょうがっこう）は1874年に愛媛県浮穴郡上灘村久保（現・愛媛県伊予市双海町上灘）に開校した公立小学校。

## 特徴
現在の建物は1932年に完成した学校で現在は2代目にあたり、当時上灘町長だった井上熊太郎（1880年～1938年）が建築、近代化遺産として県内としては最古でもある。赤い屋根と中央2階に突き出た校長室や長い廊下が特徴である。旧裁縫室も残っており、今なお畳の教室が残る。校舎は2009年に伊予市指定有形文化財となり、庭にあるギンモクセイは1985年に伊予市の天然記念物に指定された。
1987年から毎年開催されている「ほたる祭り」の主会場でもある。
週刊スピリッツの2004年9月20日号に堀北真希のグラビア撮影に掲載し、全日本空輸の機内誌「翼の王国」2007年2月号のシリーズ「雨の向こう」に紹介された。
2005年度には環境省・学校エコ回収と環境教育事業のモデル校に指定された。
2015年に俳優の加瀬亮が出演している明治のプロビオヨーグルトR-1のCMに「休めない人・愛媛県小学校」編のロケで行った。